# 德國經濟奇蹟

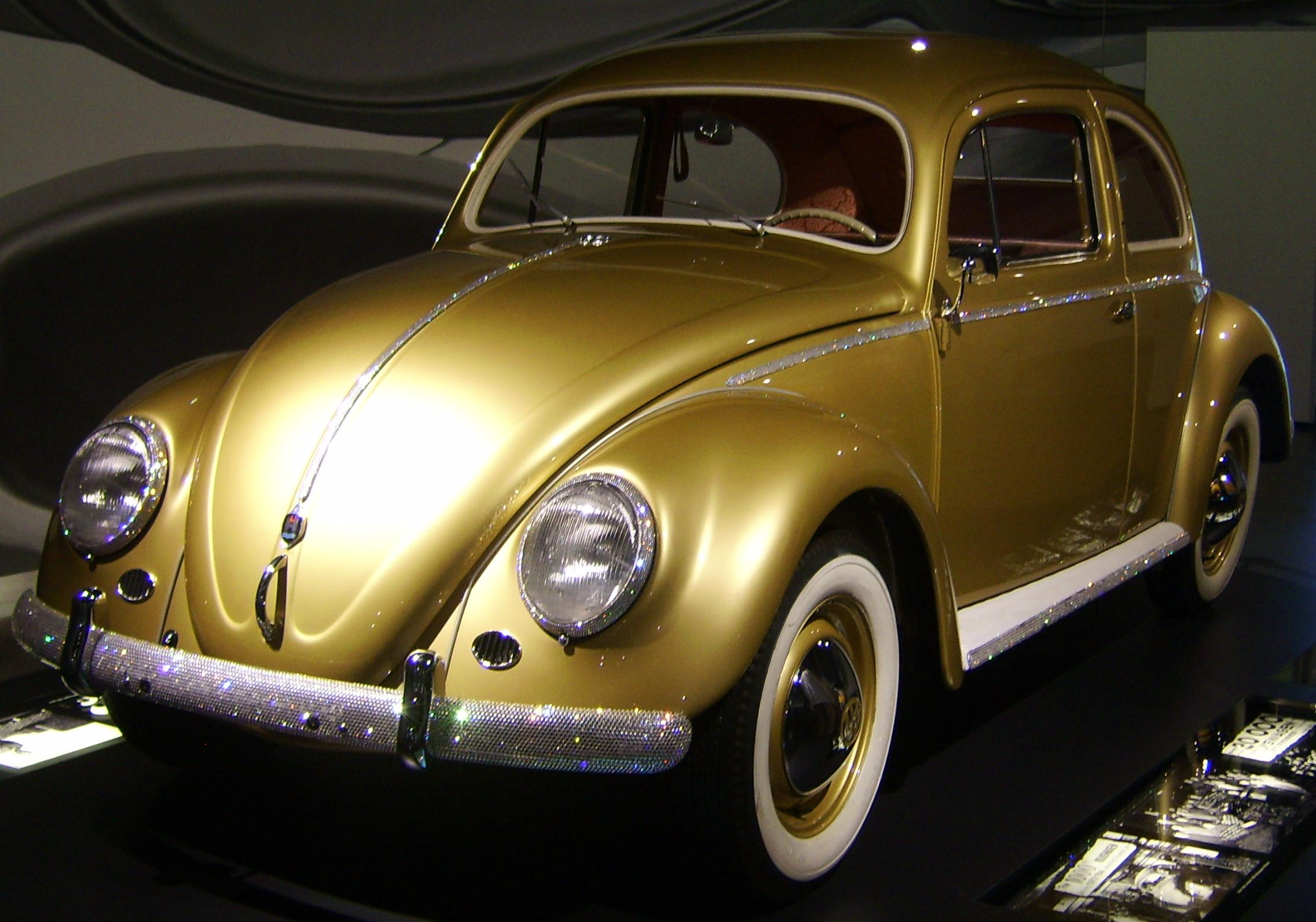
大眾甲殼蟲是二戰後德國經濟快速成長的象徵之一

德國經濟奇蹟（德語：Wirtschaftswunder），亦別稱作萊茵河奇蹟（德語：Wunder am Rhein），是指西德在二戰之後的經濟快速成長，有時也包括奧地利。泰晤士報在1959年最早使用這一用語。前西德總理康拉德·艾德諾和經濟部長路德維希·艾哈德兩人有「德國經濟奇蹟之父」之稱。在西德經濟發展的同時，奧地利也同樣經歷了經濟快速成長。

## 出现原因

### 科教因素
首先，联邦德国依托于其强大的科学技术。西德本来具有雄厚的科技基础，战后的西德政府鼓励科研部门与经济部门之间的合作，促进国内的技术创新，特别是管理技术的创新。使国家技术的发展与创新由企业根据市场的需要进行，并得到了国家的经济援助和享受优惠的税收政策。
另外，西德的人民普遍具有较高的劳动素质。西德政府特别注重职工教育的作用，1950年，联邦德国的在校大学生为10万人，平均1万名居民中就有21名大学生，到1970年增加到41万人，平均1万名居民中就有68名大学生。此外，联邦德国还非常重视职工的业余教育，这一系列的原因使得战后的德国经济实现迅速腾飞。

### 行政因素
战后西德加强国家对经济的干预，发展国家资本主义。联邦德国政府制订法令政策调节国民经济等方面对经济进行有效的宏观管理，建立一定程度的国有经济（区别于社会主义国家），并强调经济按市场规律运转。另外，在政治上进行改革。清除国内的法西斯因素，推行民主化，给予人民民主权利，并推行社会福利制度，为本国的资本主义经济发展创造了比较稳定的社会形势。

### 国际因素
战后初期美国为了扶植欧洲，与苏联集团抗衡，实行以经济援助为核心的马歇尔计划，西德也在美国的援助之列。美国的帮助增加了联邦德国的工业发展的资金，恢复了工厂的运行，扩大了就业，稳定了社会秩序，同时增加了税收。并且引进了新技术和新设备。
战后法德矛盾的缓和与欧洲一体化进程促进了德国的恢复和发展。法德走上了“欧洲自主”的发展道路。1951年4月，以法国、西德为代表的西欧六国签订了《煤钢联营集团条约》，至此引发法德百年冲突的两国边境的煤钢资源将被置于两国共同参与管理的联合机构之下，它结束了两国争端的根源，使法德之间的关系得到了根本的纠正。1958年，六国又组成欧洲经济共同体和欧洲原子能共同体。这是欧洲联盟的开始和发端。这些举措推动了德国经济的发展。

## 外部連結
- (PDF).   [2014-12-27]. （原始内容 (PDF)存档于2006-10-13）. (147 KiB)
- Interview with Gunther Harkort （页面存档备份，存于） Representative of the Federal Republic of Germany to the Economic Cooperation Administration (ECA), 1949–1952.
- Interview with （页面存档备份，存于） General Lucius D. Clay  Deputy to U.S. General Dwight D. Eisenhower, 1945; deputy military governor, Germany (U.S.) 1946; commander in chief, U.S. Forces in Europe and military governor, U.S. Zone, Germany, 1947–49; retired 1949.
- Interview with （页面存档备份，存于） General William Henry Draper Jr. Chief, Economics Division, Control Council for Germany, 1945–1946; Military Government Adviser to the Secretary of State, Moscow Conference of Foreign Ministers, 1947; Under Secretary of War, 1947; Under Secretary of the Army, 1947–1949;
- 'Time Magazine Faceless Crisis' （页面存档备份，存于）, 4 April 1949.
- Letter from Konrad Adenauer to Robert Schuman （页面存档备份，存于） (26 July 1949) Warning him of the consequences of the dismantling policy.
- Picture of demonstration against dismantling （页面存档备份，存于） (7 June 1949) Workers in the Ruhr demonstrate against the dismantling of their factories by the Allied forces of occupation.
- Picture: dismantling the Iron and Steel Industry （页面存档备份，存于） 'We want to work, we will help you to rebuild Europe' Workers at dismantled plant protest.
- Picture: 12,000 factory workers demonstrate against the dismantling of German industry （页面存档备份，存于） (19 August 1949)
- German Economic Miracle （页面存档备份，存于）